# 濮塘镇
濮塘镇是中华人民共和国安徽省马鞍山市花山区下辖的一个镇。

## 行政区划
濮塘镇下辖以下村级行政区划单位：
凤山村、双板村、黄里村和濮塘村。